# Krátký druhý život Bree Tannerové
Krátký druhý život Bree Tannerové je doprovodnou novelou k Sérii Stmívání od autorky Stephenie Meyerové. Vypráví příběh novorozené upírky Bree Tannerové, která se objevuje v třetí knize série, Zatmění. Kniha je napsána z pohledu Bree, na rozdíl od zbytku série, který je vyprávěn převážně postavou Belly Swanové. Meyerová nechala režiséra Davida Sladea, scenáristku Melissu Rosenbergovou a pár herců příběh navrhnout během natáčení filmu Zatmění.

## Děj
Příběh začíná, když Bree s Diegem loví lidi v Seattlu, aby se mohli napít jejich krve. Bree je upírem tři měsíce, Diego jedenáct měsíců. Společně zabili a pili z pasáka a dvou prostitutek. Bree a Diego diskutují o "ní" (čímž je myšlena Viktorie, která je v upíry proměnila). Skrývají se v jeskyni a diskutují o svých lidských životech a o tom, jak jim Riley přišel nabídnout druhý život jako upírů. Společně se shodují, že je Riley používá jako pěšáky, a že by jim mohl lhát. Také zjišťují, že navzdory tomu, co jim řekl, sluneční světlo upíra nezabije, pouze se pod jeho paprsky jejich pleť třpytí. Spřátelí se a vydají se na lov Rileyho a ostatních upírů, se kterými žili.
Zjistí, že Riley všechny přestěhoval do srubu a Diego se dostane do boje. Tu noc Bree a Diego sledují Rileyho, podezřívají ho, že se setkává s "ní". Nakonec odposlouchávají Rileyho rozhovor s Victorií.
Nakonec se u nich objeví Volturiovi, kteří Victorii hrozí potrestáním za shromažďování upíří armády, jsou ale ochotni být milosrdní, pokud armáda dokáže zničit klan Cullenů. Volturiovi jí dají ultimátum - pokud to pěti dnů nezaútočí, zabijí ji.
Bree se vrací do srubu a rozhodne se utéct, zatímco Diego zůstane, aby si promluvil s Rileym a informoval ho o tom, že mu slunce neublíží. Riley se vrací do srubu sám a řekne své upíří armádě, že kus od Seattlu žijí starší upíři (Cullenovi), kteří je chtějí zabít. Pokud chtějí přežít, budou muset spolupracovat a učit se, jak bojovat. Riley si všimne také Bree a řekne jí, že Diego pracuje pro "ni" a znovu se k nim připojí, až budou bojovat. Po třech dnech tréninku Bree s upíry pije krev cestujících na trajektu, aby tak načerpala sílu pro boj proti starším upírům. Riley pak všem říká, že upíři, proti kterým budou bojovat, mají žluté oči a drží si člověka jako domácího mazlíčka. Dává jim Bellin pach, aby ji dokázali ulovit.
Potom se vydají, aby se utkali s Cullenovými. Fred se před bitvou rozhodne utéct do Vancouveru a souhlasí s tím, že na Bree den počká, než odjede. Bree se účastní bitvy s cílem najít Diega. Ale před bitvou Riley ustoupí s tvrzením, že Diego už začal bojovat se skupinou, a že on - Riley má nějaké další úkoly. Bree se k bitvě přidává v okamžiku, kdy jsou novorození upíři zmasakrováni a myslí si, že Diego je již také mrtvý, protože ho nikde nevidí ani necítí. Usoudí, že Victoria s Rileym ho zabili za to, že je neposlechl a v noci zmizel.
Vycouvá, aby utekla, ale je zahnána do kouta Carlisle Cullenem. K němu se připojí Jasper a Esme Cullenovi, kteří debatují, jestli ji zabijí nebo ne. Nakonec se rozhodnou se ji ušetřit, dokud nepřijdou Volturiovi. Jasper ji nutí, aby zavřela oči a tiskne jí svou ruku přes uši, aby neodhalila tajemství vlkodlaků, stále však může slyšet jejich vytí.
Bree si pak všimne Belly a má problémy odolat touze po její krvi. Volturiovi se pak konečně ukážou a Bree začne odvozovat fakta o Cullenových a jejich postoji k Volturiovým. Začíná přemýšlet o rozhovoru, který s Diegem vyslechla v té noci, kdy byl zabit. Uhodne, že Edward Cullen má být tím čtenářem myšlenek, a informuje ho o tom, co Jane řekla Victorii. Jane je nespokojena s jejich vysvětlením a sama chce Bree vyslechnout.
Jane pak Bree mučí, aby jim vyprávěla vše o novorozených. Bree předstírá hloupé a hysterické jednání a uvádí, že Riley jí lhal a všichni ostatní, stejně jako ona, o většině věcí nevěděli a prostě dělali, co se jim řeklo, ze strachu ze smrti. Volturiovi se ji rozhodnou zabít, ale Carlisle s Edwardem se ji pokusí zachránit tvrzením, že za ni převezmou odpovědnost a naučí ji jejich pravidla. Bree vidí, že je to marné, což Jane potvrdí zamítnutím milosti. Prohlašuje, že Volturiovi nedávají druhé šance, protože by to nepříznivě ovlivnilo jejich pověst strážců zákona. Také Cullenovi varuje, že Caiuse bude zajímat, že je Bella stále člověkem. Vidí ji jako hrozbu pro upíří tajemství. Bree to chápe a už jen touží, aby to skončilo, protože Diego, do něhož byla zamilovaná, je stejně mrtvý. Jane její přání plní rozkazem, aby se o ni Felix postaral. Edward varuje Bellu, aby zavřela oči, ale Bree se domnívá, že Edward to říká spíš jí. Zavře oči a tak umírá.

## Postavy
- Bree Tannerová: vypravěčka příběhu. Bylo jí bezmála 16, když se stala upírem. Její otec ji zmlátil poté, co od nich odešla její matka. Bree utekla z domova a žila v ulicích Seattlu, kde ji našel Riley. Hladověla, vyjídala popelnice nebo se pokoušela krást jídlo. Riley ji na jídlo nalákal a odvedl k Victoii, která ji proměnila v upíra. Bree, stejně jako ostatní novorození upíři, věřila báchorkám a bála se slunce a dřevěných kůlů. Později, když jí Diego ukázal, že to není pravda, se jí ulevilo, ale nebyla si jistá, jestlii by to měli říct Rileymu. Zas tolik mu nedůvěřovala. Bree je Rileym zmatená a s Diegem se snaží najít pravdu. Také nezná pravidla upířího světa, protože Riley jim je nikdy nevysvětlil. Ráda čte a v průběhu knihy se zamiluje do Diega. Bree se mohla boji vyhnout a utéct s Fredem, ale šla, aby našla Diega.
- Diego: přítel Bree, který se do ní zamiluje. Bylo mu 18, když byl proměněn v upíra. Byl v pasti v uličce, když zabil vůdce gangu, který zabil jeho bratra. Riley ho zachránil a nabídl mu nový život. Diego považuje Rileyho, vedle Bree, za svého nejlepšího přítele a věří mu, přesto má stále pochybnosti o jeho motivech. Diego konfrontuje Rileyho ohledně báchorek o slunci, prozradí mu, že to není pravda. Nakonec ho Riley s Victorií zabijí.
- Riley Biers: vůdce novorozenců, který dostává rozkazy od Victorie. Je zodpovědný za nalezení problémových dětí, které přivádí k Victorii, aby je mohla změnit v upíry. Victoria ho má zdánlivě ráda, ale ve skutečnosti ho jen využívá.
- 'Freaky' Fred: Přítel Bree. Fred má sílu ostatní od sebe odpuzovat. Je to iluze, proto by na Bellu vliv neměla. Používá ji, aby od sebe dostal ostatní novorozené. Bree má ve zvyku se za ním schovávat, aby si jí nevšímaly upírské gangy vedené Raoulem a Kristie. Fred se jako jediný rozhodl nebojovat a raději utéct. Požádá Bree, aby se k němu připojila, ale ta se rozhodne vrátit se najít Diega.
- Raoul: Jeden z vůdců gangu novorozenců. Bree ho silně nesnáší. Je velmi soutěživý a rozhodně není nejchytřejší. On a jeho gang soupeří s Kristie a jejím gangem, dokud je Riley nedonutí, aby pracovali všichni společně proti Cullenovým.
- Victoria: Victoria dává Rileymu příkaz, aby vytvořil armádu k bitvě s Cullenovými. Lže novorozeným i Rileymu. Předstírá, že ho miluje, přestože milovala Jamese. Během bitvy je společně s Rileym zničena Edwardem Cullenem a Sethem Clearwaterem.

## Historie publikace

### Vývoj
Stephenie Meyerová podle svých slov začala příběh psát, když editovala knihu Zatmění. Plánovala ji zahrnout do průvodce ságou Stmívání. 
"Tento příběh byl něco, na čem jsem pracovala dlouhou dobu a mezitím jsem jen tak pro zábavu pracovala na dalších příbězích. Později, když vyšel koncept pro The Twilight Saga: Oficiální Průvodce, myslela jsem, že by mohlo být dobré mít pro Bree dostatečné místo. Její příběh je pěkným doplňkem k Zatmění; vysvětluje spoustu věcí, které Bella nikdy nepoznala."
 Výsledný příběh byl příliš dlouhý, aby byl zahrnutý do Průvodce, a tak se stal samostatnou knihu.

### Vydání
Krátký druhý život Bree Tannerové měl počáteční náklad 1,5 milionu výtisků. V obchodech se objevil 5. června 2010. Z každé prodané knihy byl jeden dolar věnován americkému Červený kříži, který podporoval úsilí pomoci na Haiti a v Chile.
Dva týdny po vydání se stal Krátký Druhý Život Bree Tanner bestsellerem. Nakladatelství Little, Brown odhaduje, že v USA bylo prodáno 700 000 výtisků. Kniha se také se stala jednou z nejrychleji prodávaných knih v Británii, kde se prodalo 89 549 kopií za méně než devatenáct hodin, v průměru 79 kopií za minutu. To je celkově třetí nejrychlejší prodej titulu, po Harrym Potterovi a relikviích Smrti a Ztraceném Symbolu. Meyerová se tak stala druhou nejúspěšnější mladou autorkou beletrie na trhu v Británii, hned po JK Rowlingové.

### Provázání s filmem
V roce 2009 požádalo Summit Entertainment Stephenii Meyerovou o návrh knihy The Twilight Saga: Zatmění. Meyerová jim dala návrhy na obsazení a štáb filmu se dozvědět více o Bree. Meyer také dala kopii scenáristce Melisse Rosenbergové. Kniha se tak následně stala součástí filmu Zatmění.

## Přijetí
Kritika pro Bree Tannerovou bylo většinou pozitivní. Fox News popsal knihu jako "strhující příběh" a poznamenal, "Další neodolatelné kombinaci nebezpečí, tajemství a romantiky." USA Today také přinesl pozitivní recenzi a poznamenal, že "Čtení Breeina příběhu obohacuje naše čtení Twilight ságy a zvýší požitek z filmu Zatmění".